# 세쓰마루촌
세쓰마루촌(節丸村)은 후쿠오카현 미야코군에 있던 촌이다. 현재의 미야코정에 해당한다.